# Venloslenk

Tektonische kaart van het zuiden van Nederland en het Rijnland, waarop de Venloslenk en andere horsten en slenken van het Beneden-Rijnslenksysteem te zien zijn.

De Venloslenk of Slenk van Venlo is een slenk die ten oosten van de Peel ligt en zich bevindt tussen de Peelhorst en het Krefeldblok.
Door geologische bewegingen is de Maas, die 700.000 jaar geleden door de Roerdalslenk stroomde, via de Peelhorst in de Venloslenk terechtgekomen. Ook daar schoof de Maas geleidelijk op, eerst naar het oosten, en later weer naar het westen. Zo ontstonden de zogenaamde Maasterrassen.
Van west naar oost vindt men in de slenk globaal:
- Een relatief laaggelegen broekgebied, een vroegere Maasbedding,
- Een dekzandrug,
- Het eigenlijke Maasdal, omzoomd door laaggelegen weilanden,
- Opnieuw een dekzandrug, gewoonlijk aangeduid met Maasduinen,
- Een laaggelegen gebied, een vroegere Maasbedding, en daarop in het noorden aansluitend het dal van de Niers,
- Het Krefeldblok, dat zich hier en daar door steilranden manifesteert.

## Het westelijke broekgebied
Het broekgebied wordt doorstroomd door enkele beken en rivieren waarvan de Lage Raam, Graafse Raam en Oeffeltse Raam de belangrijkste zijn. We vinden er, van noord naar zuid, de volgende toponiemen:
- Het Broek, bij Gassel,
- Broekkant, bij Beers,
- Ossenbroek, bij Beers,
- Hollanderbroek, bij Mill,
- Het Broek, bij Mill,
- Sint Hubertsbroek, bij Sint Hubert,
- IJzerbroek, bij Sint Hubert,
- Wanroijse Broek, bij Wanroij,
- Broekkant, een buurtschap bij Wanroij,
- Waltserse Broek, bij Rijkevoort,
- Laageindse Broek, bij Rijkevoort,
- Rijkevoortse Broek, bij Rijkevoort,
- Papenvoortse Broek, bij Rijkevoort,
- Hoogeindse Broek, bij Boxmeer,
- Het Broek, bij Boxmeer,
- Broek van Sint Anthonis, bij Sint Anthonis,
- Kleine Broek,
- Sambeekse Broek, bij Stevensbeek,
- Broek, bij Smakt.

## De westelijke dekzandrug
Deze is minder uitgesproken dan de Maasduinen, maar ze is belangrijk als de plaats waar zich een reeks nederzettingen ten westen van de Maas konden ontwikkelen. Het hoogteverschil met het broekgebied bedraagt vaak niet meer dan 1 à 2 meter.

## Het Maasdal
Van het Maasdal wordt de zogeheten Venloslenkmaas hier genoemd. Hieronder wordt het Limburgse Maasdal ten noorden van Neer verstaan.
Het Maasdal omvat hier een enkele kilometers brede, bedijkte strook waarin voornamelijk weilanden liggen. Op de westoever ligt hier het natuurgebied Maasheggen. Ook liggen er enkele rivierduinen. Naar het zuiden toe wordt dit gebied hier en daar smaller en worden de hoogteverschillen duidelijker merkbaar.

## De Maasduinen
Dit betreft een aaneenschakeling van hooggelegen bos- en heidegebieden. De maximale hoogte is bijna 35 meter. Het Nationaal Park De Maasduinen maakt deel uit van dit gebied.

## Het oostelijke broekgebied
Dit gebied ligt wel tot 10 meter lager dan het omringende landschap. Vaak is het intensief ontgonnen en zijn er uitgestrekte tuinbouwgebieden. Soms loopt de Nederlands-Duitse grens in lengterichting door dit gebied, maar ter hoogte van Nieuw Bergen begint in Duitsland een steilrand, op de punt waarvan in 1902 de katholieke weldadigheidskolonie Sankt Petrusheim (gemeente Weeze) werd gebouwd.